# Selección de fútbol sub-20 de Islandia
La Selección de fútbol sub-20 de Islandia es el equipo que representa al país en el Mundial Sub-20 y en la Eurocopa Sub-19; y es controlado por la Federación de Fútbol de Islandia.

## Participaciones

### Mundial Sub-20
| Año   | Ronda        | Posición     | PJ           | PG           | PE           | PP           | GF           | GC           |
| ----- | ------------ | ------------ | ------------ | ------------ | ------------ | ------------ | ------------ | ------------ |
| 1981  | No clasificó | No clasificó | No clasificó | No clasificó | No clasificó | No clasificó | No clasificó | No clasificó |
| 1983  | No clasificó | No clasificó | No clasificó | No clasificó | No clasificó | No clasificó | No clasificó | No clasificó |
| 1985  | No clasificó | No clasificó | No clasificó | No clasificó | No clasificó | No clasificó | No clasificó | No clasificó |
| 1987  | No clasificó | No clasificó | No clasificó | No clasificó | No clasificó | No clasificó | No clasificó | No clasificó |
| 1989  | No clasificó | No clasificó | No clasificó | No clasificó | No clasificó | No clasificó | No clasificó | No clasificó |
| 1991  | No clasificó | No clasificó | No clasificó | No clasificó | No clasificó | No clasificó | No clasificó | No clasificó |
| 1993  | No clasificó | No clasificó | No clasificó | No clasificó | No clasificó | No clasificó | No clasificó | No clasificó |
| 1995  | No clasificó | No clasificó | No clasificó | No clasificó | No clasificó | No clasificó | No clasificó | No clasificó |
| 1997  | No clasificó | No clasificó | No clasificó | No clasificó | No clasificó | No clasificó | No clasificó | No clasificó |
| 1999  | No clasificó | No clasificó | No clasificó | No clasificó | No clasificó | No clasificó | No clasificó | No clasificó |
| 2001  | No clasificó | No clasificó | No clasificó | No clasificó | No clasificó | No clasificó | No clasificó | No clasificó |
| 2003  | No clasificó | No clasificó | No clasificó | No clasificó | No clasificó | No clasificó | No clasificó | No clasificó |
| 2005  | No clasificó | No clasificó | No clasificó | No clasificó | No clasificó | No clasificó | No clasificó | No clasificó |
| 2007  | No clasificó | No clasificó | No clasificó | No clasificó | No clasificó | No clasificó | No clasificó | No clasificó |
| 2009  | No clasificó | No clasificó | No clasificó | No clasificó | No clasificó | No clasificó | No clasificó | No clasificó |
| 2011  | No clasificó | No clasificó | No clasificó | No clasificó | No clasificó | No clasificó | No clasificó | No clasificó |
| 2013  | No clasificó | No clasificó | No clasificó | No clasificó | No clasificó | No clasificó | No clasificó | No clasificó |
| 2015  | No clasificó | No clasificó | No clasificó | No clasificó | No clasificó | No clasificó | No clasificó | No clasificó |
| 2019  | No clasificó | No clasificó | No clasificó | No clasificó | No clasificó | No clasificó | No clasificó | No clasificó |
| 2023  | No clasificó | No clasificó | No clasificó | No clasificó | No clasificó | No clasificó | No clasificó | No clasificó |
| 2025  | No clasificó | No clasificó | No clasificó | No clasificó | No clasificó | No clasificó | No clasificó | No clasificó |
| Total | 0/23         | –            | 0            | 0            | 0            | 0            | 0            | 0            |

### Eurocopa Sub-18/Sub-19
| 1973  | Fase de grupos | 3           | 0           | 1           | 2           | 2           | 5           |             |             |
| 1974  | Fase de grupos | 3           | 0           | 1           | 2           | 1           | 3           |             |             |
| 1976  | Fase de grupos | 3           | 0           | 2           | 1           | 0           | 3           |             |             |
| 1977  | Fase de grupos | 3           | 0           | 2           | 1           | 1           | 3           |             |             |
| 1978  | Fase de grupos | 2           | 0           | 0           | 2           | 2           | 7           |             |             |
| 1997  | Fase de grupos | 3           | 0           | 2           | 1           | 3           | 5           |             |             |
| 2020  | Cancelado      | Cancelado   | Cancelado   | Cancelado   | Cancelado   | Cancelado   | Cancelado   |             |             |
| 2021  | Cancelado      | Cancelado   | Cancelado   | Cancelado   | Cancelado   | Cancelado   | Cancelado   |             |             |
| 2023  | Fase de grupos | 3           | 0           | 2           | 1           | 2           | 3           |             |             |
| 2025  | Por definir    | Por definir | Por definir | Por definir | Por definir | Por definir | Por definir | Por definir | Por definir |
| Total | 7/69           | 20          | 0           | 10          | 10          | 11          | 29          |             |             |